# Afghanistan – Die letzte Mission
Afghanistan – Die letzte Mission ist ein US-amerikanisch-kanadischer Actionfilm von Allan Harmon aus dem Jahr 2007.

## Handlung
Der Soldat einer Spezialeinheit Pepper ist nach seinem zurückliegenden Afghanistan-Einsatz schwer traumatisiert. Er hört immer wieder die Stimme seines dort verschollenen Bruders Jonathan und leidet unter Wahnvorstellungen. CIA-Agent Cooper sucht ihn eines Tages auf und bietet ihm eine letzte inoffizielle Mission in Afghanistan an. Zusammen mit dem britischen Agenten Nash sowie drei seiner früheren Weggefährten soll er den Bandenchef Amad aus Afghanistan nach Pakistan bringen. Nachdem Cooper ihm 150.000 $ bietet, stimmt Pepper zu und trommelt seine Kameraden JT, Joey und Frank zusammen.
Nach der Ankunft in Pakistan dringen sie nach kleineren Gefechten zu Amad vor und nehmen ihn und seine Frau Soroya mit. Da der Weg zurück nach Pakistan zu gefährlich erscheint, wählen sie die Strecke nach Usbekistan. Unterwegs halten sie an, so dass Nash seine Notdurft verrichten kann. Dies ist jedoch genau der Ort, an dem das letzte Gefecht in Afghanistan stattfand, bei dem Jonathan verschwand. Aufgrund eines Steinschlags müssen sie sich in eine Höhle retten. Dort geschehen zunehmend unheimliche Dinge. Den Soldaten erscheint von Zeit zu Zeit eine verschleierte Gestalt. Als Frank mit fehlender Leber tot aufgefunden wird, gerät die Spezialeinheit in Panik. Doch plötzlich taucht Jonathan auf. Er erzählt, dass er damals von Taliban gefangen genommen wurde. Er wirkt jedoch seltsam distanziert und spricht inzwischen fließend Persisch. Amad verbrennt wenig später ohne erkennbare Fremdeinwirkung und JT rennt panisch gegen die Höhlenwand, so dass er tödliche Kopfverletzungen erleidet. Joey und Soroya suchen das Weite. Dann eröffnet Jonathan Pepper, dass er nicht sein Bruder, sondern der Geist von Dschingis Khan sei. Die Morde hat alle Pepper begangen, dabei war er jedoch nicht bei Sinnen und wurde von Dschingis Khan gesteuert. Nachdem Jonathan leblos zu Boden sinkt, trifft draußen das Rettungsteam mit Cooper ein. Cooper hatte alles geplant, um an wertvolle Relikte von Khan zu kommen, die ihm uneingeschränkte Macht verleihen. Pepper lockt ihn zur Höhle, entfernt daraufhin jedoch das Seil vom Höhleneingang und überlässt ihn seinem Schicksal.
Die Hubschrauber fliegen schließlich mit den Überlebenden davon.

## Kritik
„Missratener Actionfilm mit Fantasy-Anteilen, der sich nicht mit realen Konflikten zufrieden gibt, sondern unter die real existierenden hochgerüsteten Warlords auch noch den gefürchteten Khan mischt.“

„Kein geringerer als Dschingis Khan erhebt sein modriges Haupt und heizt einer US-Spezialeinheit ein, wenn in diesem naiven Bastard aus Actiongeballer und Mystery-Thriller ein heldenhaftes Fähnlein amerikanischer Spezialagenten uralte Kräfte im afghanischen Höhlenlabyrinth aus dem Schlafe weckt, als wenn Taliban und Warlords allein nicht reichen würden. TV-SF-Serienstar Steve Bacic (‚Andromeda‘) spielt die Hauptrolle, und Michael Madsen schaut auf ein paar Grunzer herein in einen mäßigen Zeitvertreib für Action-Allesseher.“